# Chéméré
Chéméré era una comuna francesa situada en el departamento de Loira Atlántico, de la región de Países del Loira, que el 1 de enero de 2016 pasó a ser una comuna delegada de la comuna nueva de Chaumes-en-Retz al fusionarse con la comuna de Arthon-en-Retz.

## Demografía
| Gráfica de evolución demográfica de Chéméré entre 1800 y 2013 |
|                                                               |

Los datos demográficos contemplados en este gráfico de la comuna de Chéméré se han cogido de 1800 a 1999 de la página francesa EHESS/Cassini, y los demás datos de la página del INSEE.